# Itaguatins
Itaguatins este un oraș în Tocantins (TO), Brazilia.